# Закоханий лев (картина)
«Закоханий лев» — картина олійними фарбами, створена в академічно-романтичному стилі Камілем Рокепланом (1800—1855) в 1836 році. Зараз зберігається в колекції Воллеса в Лондоні.

## Короткий опис

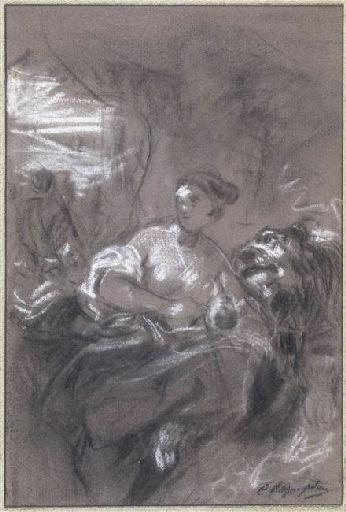
Каміль Рокеплан: Закоханий лев; Ескіз, намальований крейдою. Національний музей Магнін, Діжон

Малюнок зроблено олійною фарбою на полотні. Ескіз був написаний крейдою (зараз він зберігається в Національному музеї Магнін, Діжон).
На картині зображено лева, який дозволяє погладити кігті після того, як закохався в пастушку. Також художник додає еротичну лінію, що нагадує Далілу, що стриже волосся Самсона.
З іншого боку, картина є романтичним уособленням «Красуні та Чудовиська». Те що жінка здирає леву кігті символізує небезпечну для життя, божевільну і зрештою смертельну жіночу красу. Картина є частиною тогочасної моди на фатальну жінку в літературі, мистецтві та опері.

## Історія
Вперше картина була показана на Паризькому салоні 1836 року під назвою фр. Le Lion amoureux.
Потім її придбав син короля Франції Луї-Філіппа I, його спадкоємець Фердинан Філіпп.
18 січня 1853 року у Парижі його вдова Олена Мекленбург-Шверінська продала її Річарду Сеймуру-Конвею, 4-му маркізу Гартфорда, позашлюбний син якого, сер Річард Воллес, успадкував його разом з рештою колекції мистецтв маркіза.